# Palazzo della Ragione (Bergamo)

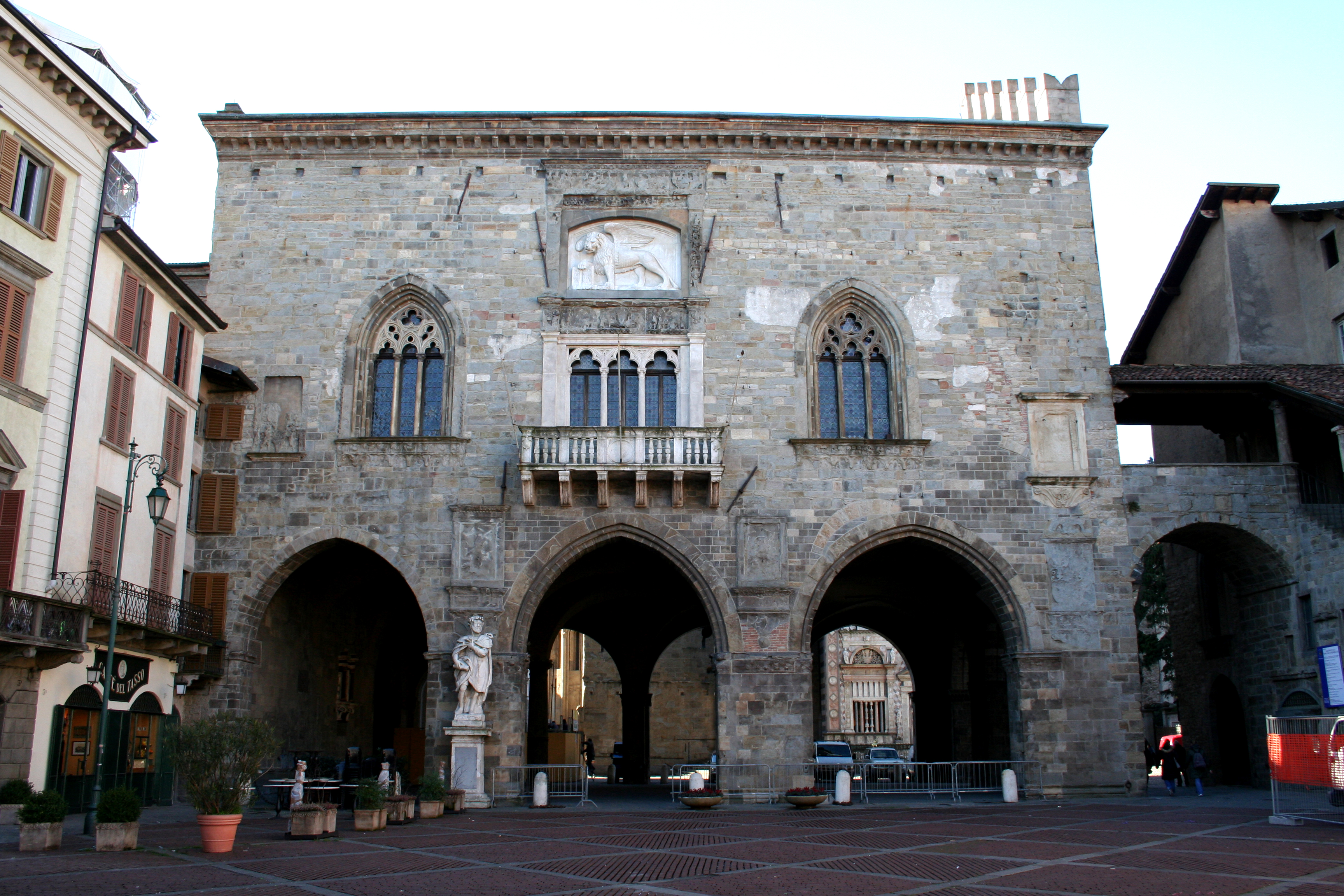
Bergamo – Nordostfassade des Palazzo della Ragione

Der Palazzo della Ragione (deutsch etwa Gerichtspalast oder Rathaus) in der oberitalienischen Stadt Bergamo wird manchmal auch Palazzo Vecchio (‚alter Palast‘) genannt. Der Bau fungierte – einer antiken römischen Basilika vergleichbar – als Gerichtsstätte bei öffentlichen Prozessen, als Markthalle und als Versammlungsstätte des Stadtrats; außerdem diente er als repräsentativer Empfangssaal für illustre Gäste der Stadt. Er steht unmittelbar neben dem Dom von Bergamo; beide Bauten bilden zusammengenommen ein offensichtliches Ensemble geistlicher und weltlicher Macht.

## Baugeschichte
Der in einem Dokument des Jahres 1198 als Palatium Comunis Pergami erwähnte Palazzo della Ragione wurde – nach dem Sieg der Lombardischen Liga in der Schlacht von Legnano (1176) – in den Jahren 1183–1198 errichtet, später jedoch wiederholt ergänzt und umgestaltet – trotzdem gilt er als das älteste (erhaltene) Bauwerk seiner Art in Italien. Der ursprüngliche Bau brannte Ende des 13. Jahrhunderts ab. Nachdem der Wiederaufbau in Teilen im Jahr 1513 durch einen erneuten Brand beschädigt worden war, ließen ihn die Stadtväter durch den Architekten Pietro Isabello in spätgotischen Stilformen restaurieren. Kaum merkliche Renaissanceelemente finden sich nur im Bereich des Balkons, der im Jahr 1544 ergänzt wurde.

## Architektur

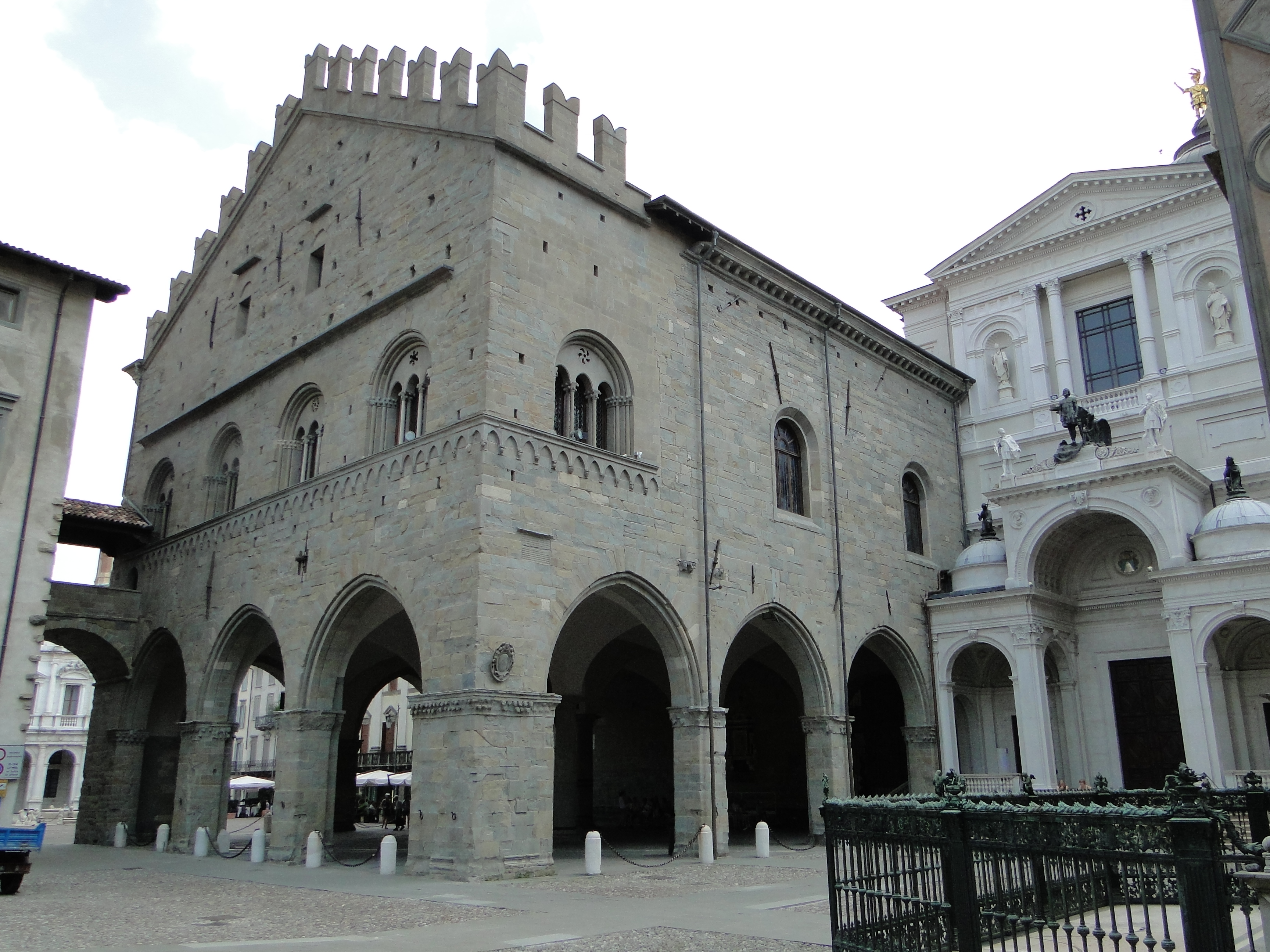
Fassade des zweiten Baues (14. Jh.) und Dom

Der außen von mächtigen Pfeilern und im Innern des kreuzgratgewölbten Erdgeschosses von vier Säulen getragene Bau ist aus exakt behauenen Natursteinen errichtet. Die drei im Scheitelpunkt leicht angespitzten Bögen des Erdgeschosses folgen einem Triumphbogenschema; zwei von ihnen sind zusätzlich profiliert. Über dem mittleren Bogen befindet sich ein später angebrachter Balkon, von dem aus Erlasse und sonstige Verlautbarungen dem Stadtvolk mitgeteilt wurden; in manchen Fällen zeigten sich hier wohl auch illustre Gäste einer neugierigen Menge. Darüber befindet sich unterhalb eines Segmentbogens ein weißes Marmorrelief mit der Darstellung des venezianischen Markuslöwen, welches in seiner heutigen Gestalt aus dem Jahr 1955 stammt; das Original wurde im Jahr 1509 von französischen Truppen demontiert. Die beiden reich profilierten seitlichen Fenster zeigen spätgotisches Flamboyant-Maßwerk. Auf der rechten Seite des Bauwerks führt ein überdachter Treppenaufgang ins Obergeschoss, in welchem sich der von einer hölzernen Decke überspannte Ratssaal befindet.
Auch die ältere, von einem Giebel mit Schwalbenschwanzzinnen überhöhte Nordwestseite des Bauwerks ist als Schauseite ausgebildet. Ins Auge fallen die – wahrscheinlich noch dem Ursprungsbau zuzurechnenden – 'Kapitellzonen' der Pfeiler mit ihrem mittelalterlichen Dekor (Figuren und Blattwerk), ein umlaufender Spitzbogenfries und die profilierten Einfassungen der dreibahnigen Fenster.

## Sonstiges
- Der große Ratssaal dient heute als Museum für diverse Fresken, die im 19. Jahrhundert von den Außenwänden der Stadtpaläste wohlhabender Bürger abgenommen und hierher verbracht wurden. Eines stammt von Bramante und zeigt drei Philosophen.
- Vor dem linken Pfeiler der neuen Fassade steht eine Marmorstatue des Dichters Torquato Tasso aus dem Jahre 1681. Der Vater des Dichters entstammte einem bergamaskischen Adelsgeschlecht.
- Aus dem Jahr 1798 stammt ein riesiger in den Fußboden des Erdgeschosses eingelassener Gnomon (siehe Weblink und Hôtel-Dieu (Tonnerre)).